# Ralph Burghart
Ralph Burghart (* 16. September 1966) ist ein ehemaliger österreichischer Eiskunstläufer, der im Einzellauf startete, und mittlerweile Trainer. Er war sieben Mal Österreichischer Meister im Eiskunstlauf (84–85; 86–87; 87–88; 88–89; 89–90; 90–91; 91–92).
Er nahm an den Olympischen Spielen 1992 in Albertville teil, wo er jedoch nur auf den 18. Platz kam, ähnlich wie bei Europa- und Weltmeisterschaften. Nach seiner sportlichen Karriere fuhr er auch für die kommerzielle Show Ice Capades und begann als Trainer in Alaska. Sein bekanntester Zögling ist Keegan Messing.

## Familie
Burghart heiratete 1992 seine amerikanische Kollegin Rory Flack. Mit ihr hat er zwei Söhne, Rendell (* 28. September 1993) und Remington (* 17. Januar 1997). Rendell spielt Tennis für Division 1, Eastern Washington University und Remington tritt ebenfalls als Eiskunstläufer zu Wettbewerben an. Burghart und Flack ließen sich 2009 scheiden, Burghart ist mittlerweile mit Cheryl Burghart verheiratet. 